# Шаровой кран

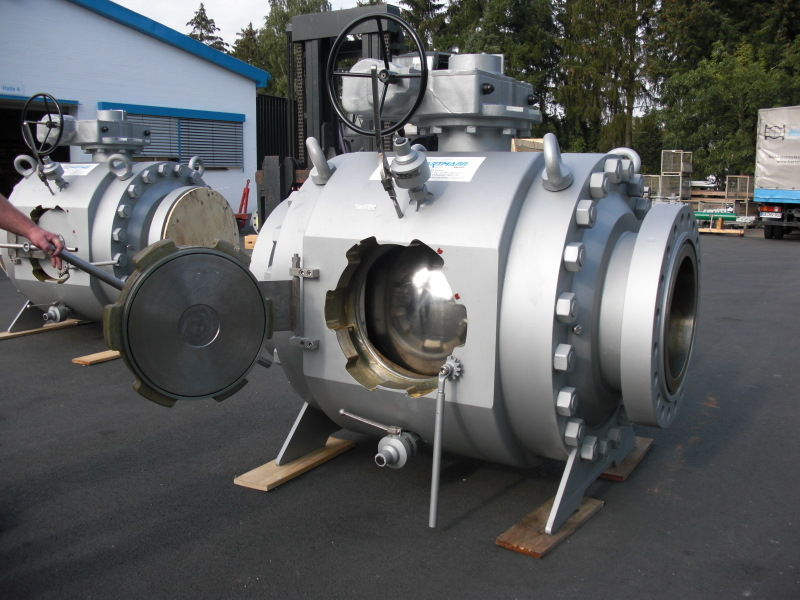
Большой промышленный шаровой кран с редуктором и люком для технического обслуживания (затвор в открытом положении).

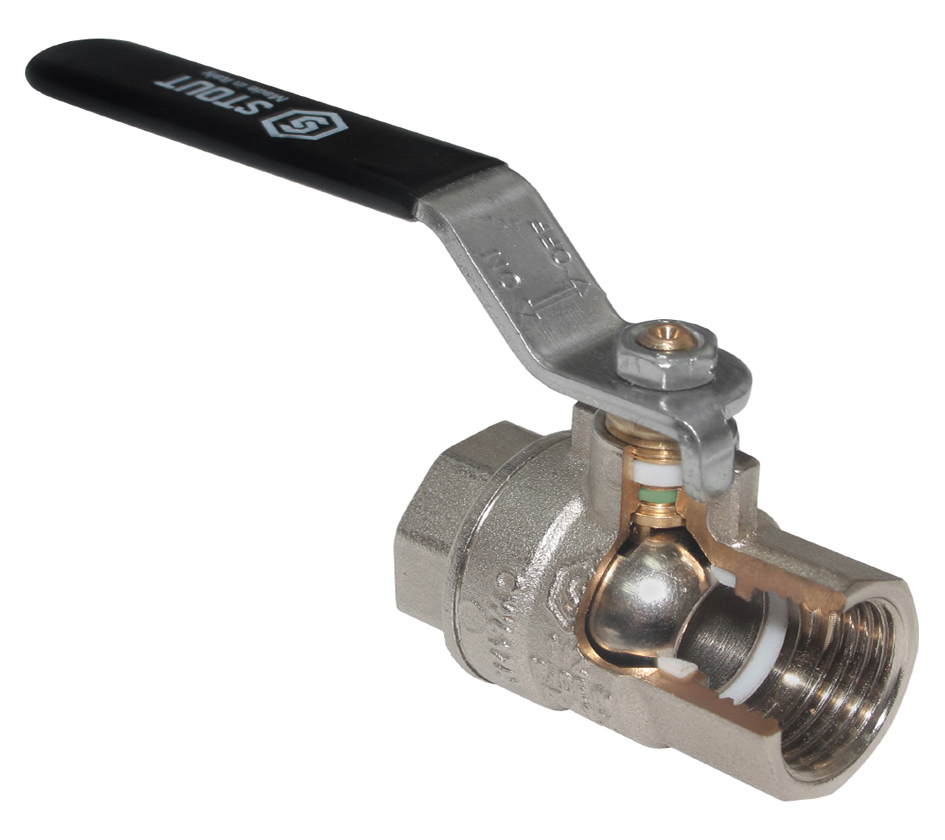
Шаровой кран в разрезе. На снимке видны уплотнительные кольца и устройство крана.

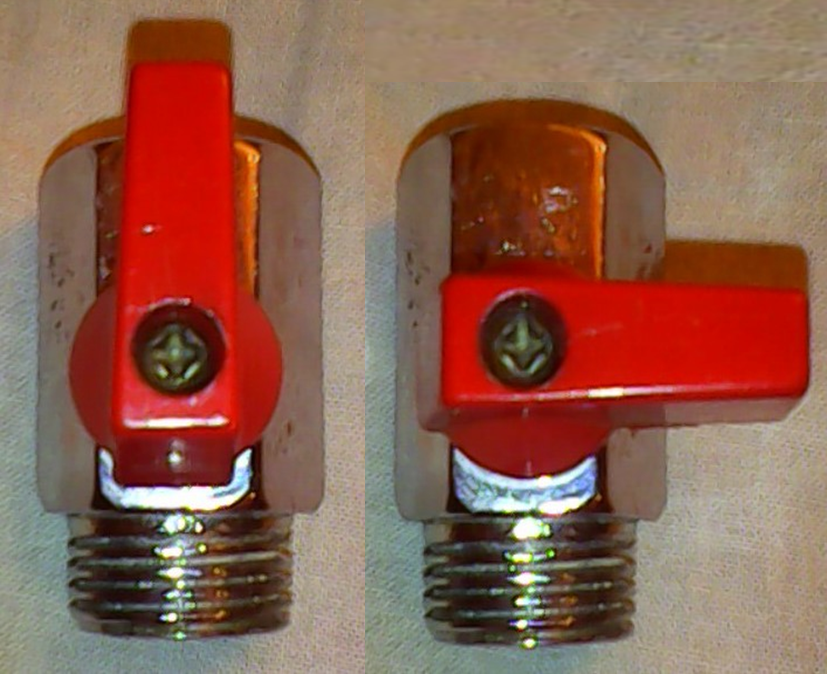
Шаровой кран в открытом (слева) и закрытом (справа) положениях.

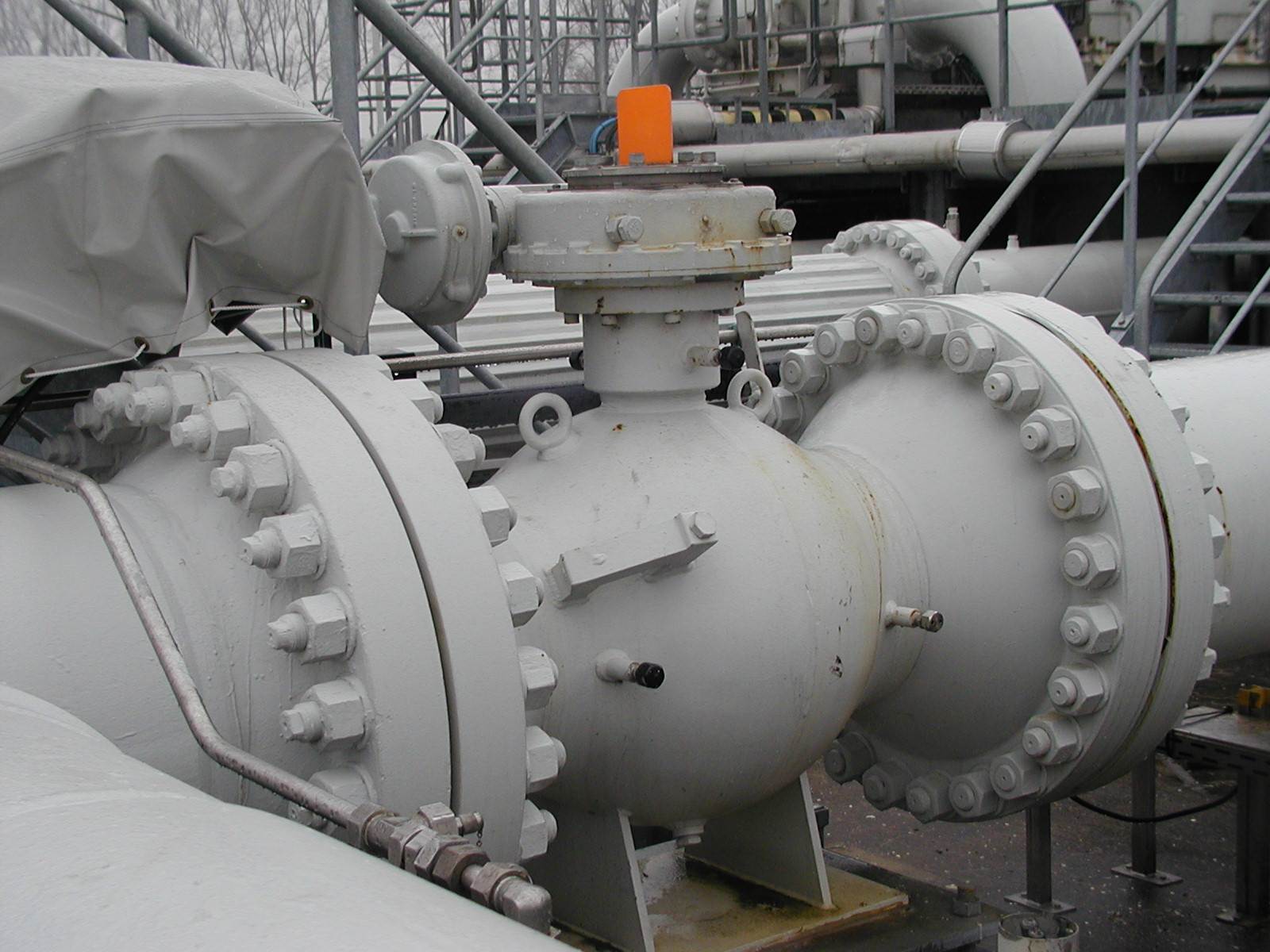
Суженный шаровой кран на немецкой компрессорной станции (жёлтый хвостовик говорит о его закрытом положении).

Шарово́й (шаровый) кран  — разновидность трубопроводного крана, запирающий или регулирующий элемент которого имеет сферическую форму. Это один из современных и прогрессивных типов запорной арматуры, находящий всё большее применение для различных условий работы в трубопроводах, транспортирующих природный газ и нефть, системах городского газоснабжения, водоснабжения, отопления и других областях. У шарового крана два рабочих положения «открыто» и «закрыто», регулирование протока воды производителем запрещено из-за особенности конструкции крана, где есть пустая полость между корпусом и шаром.
Конструкция шаровых кранов не нова и известна уже более 100 лет, однако в ранних вариантах она не обеспечивала плотного перекрытия прохода среды из-за трудности её обеспечения металлическими поверхностями шаровой пробки и сёдел корпуса. Появление и внедрение в арматуростроение таких материалов как фторопласт, синтетических каучуков для изготовления сёдел привели к началу широкого использования шаровых кранов. Новые материалы позволили обеспечить плотность закрытия и существенно снизить усилия, необходимые для управления краном.
Подвижным элементом (затвором) таких кранов служит пробка сферической формы — шар, по оси которой выполнено сквозное круглое отверстие для прохода среды. В проходных кранах для полного закрытия или открытия прохода достаточно повернуть шар на 90°.
По типу шаровые краны делятся на полнопроходные и редуцированные (стандартнопроходные).
Полнопроходной шаровой кран — диаметр отверстия в шаре которого соответствует внутреннему диаметру трубопровода, на который устанавливается кран. Гидравлические потери при проходе рабочей среды через полностью открытый кран весьма малы, практически такие же, как при проходе среды через трубу, равную по длине корпусу крана, что значительно меньше, чем в других типах запорной арматуры. Это ценное качество сделало краны данного типа основным запорным устройством на линейной части магистральных трубопроводов. 
Редуцированные или стандартнопроходные шаровые краны — диаметр отверстия в шаре которого на один типоразмер меньше диаметра трубопровода (проходное сечение в затворе составляет 70-80% от диаметра трубопровода). Данный тип шаровых кранов применяется на трубопроводах, в которых не критична частичная потеря напора.
По типу присоединения шаровые краны могут быть: фланцевые, под приварку, муфтовые и комбинированные. Фланцевые шаровые краны применяются на трубопроводах, которые предусматривают частичную разборку/сборку, а также помещениях, в которых запрещена сварка. Краны с типом соединения под приварку используют на особо ответственных или труднодоступных участках трубопроводов, за счет полной герметичности перекрытия и прочности соединения. Краны с муфтовым соединением имеют внутреннюю коническую или цилиндрическую резьбу. В основном применяются в коммунальном хозяйстве. Шаровые краны с комбинированным присоединением являются универсальными и применяются в различных трубопроводных системах (соединение резьба/сварка, фланец/сварка и т. д.).
Кроме вышесказанного, шаровые краны имеют ряд других достоинств, среди которых:
- простота конструкции;
- высокая и надёжная герметичность;
- небольшие габариты;
- простая форма проточной части и отсутствие в ней застойных зон;
- удобное управление;
- малое время, затрачиваемое на поворот;
- применимость для вязких и загрязнённых сред, суспензий, пульп и шламов.

Как недостаток, можно отметить необходимость наличия «мёртвой» зоны для поворота у кранов с консольной ручкой. Данный недостаток можно компенсировать краном с ручкой-барашком (также в просторечии называется «бабочкой» или «бантом»). Также, шаровые краны, как и другие виды кранов, недопустимо применять в качестве регулирующей арматуры на жидкостных трубопроводах, где высока скорость движения среды, поскольку это приведет к кавитации на промежуточных положениях пробки, а также при её переходе из крайних положений «открыто» и «закрыто», также на таких трубопроводах нельзя применять дисковые затворы.
Сёдла в корпусе выполняются в виде колец из различных видов пластмасс (в основном фторопласта), что обеспечивает надёжную герметичность, лёгкость и плавность поворота шаровой пробки, но ограничивают применения таких кранов для сред с температурой не более 200 °C.
Управляются шаровые краны вручную (на малых диаметрах) и с использованием механизированного привода — электрического, пневмо- и гидравлического, причём для кранов на газопроводах имеется возможность использовать в качестве управляющей среды пневмопривода рабочую среду, транспортируемую по трубопроводу. В быту шаровой кран может называться полуоборотным.

## Устройство
На поясняющем рисунке изображены:
- корпус крана (1);

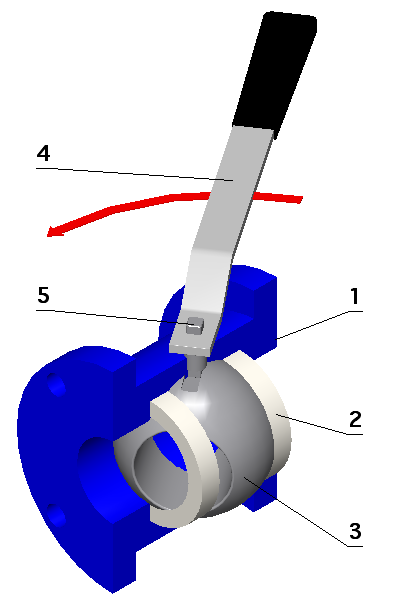
3D-изображение разреза простейшего крана с плавающим шаром.

- сёдла в виде уплотнительных колец (2);
- затвор в виде шаровой пробки (3);
- рукоятка для ручного управления (4);
- шпиндель крана, передающий усилие от рукоятки затвору (5).

Шаровые краны имеют большое разнообразие исполнений, но основные их различия — в конструкциях запорных органов: с плавающим шаром и с шаром в опорах.

## Конструкции запорных органов

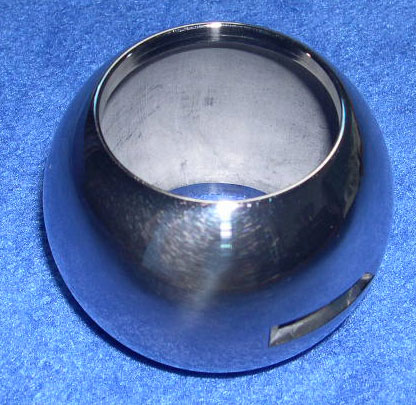
Плавающий шар.

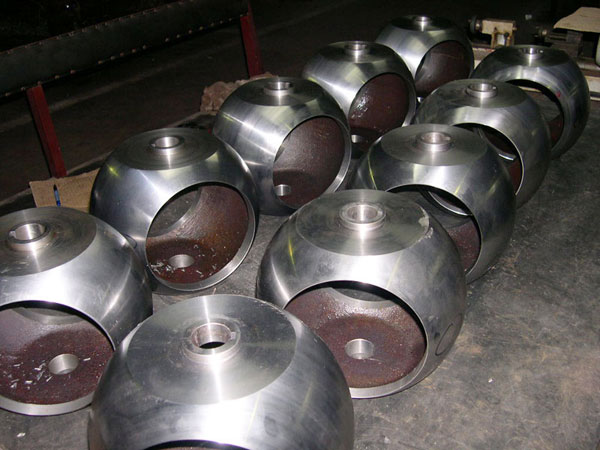
Шары с цапфой для установки в опоры.

### С плавающим шаром
В этом случае шаровая пробка не связана жёстко со шпинделем, может перемещаться по отношению к нему и под действием давления среды со стороны входа прижиматься к уплотнительному кольцу со стороны выхода, герметизируя таким образом кран. При больших диаметрах прохода и давлениях пробка создаёт чрезмерно большие нагрузки на уплотнительное кольцо, что затрудняет работу крана, поэтому такая конструкция обычно используется при номинальных диаметрах не более 200 мм.

### С шаром в опорах
В таких кранах пробка устанавливается и поворачивается в опорах, она имеет осевой выступ (цапфу) в нижней части, входящий в специальное углубление, а сёдла под действием давления прижимаются к её сферической поверхности. Такая конструкция существенно снижает усилия, необходимые для управления краном и позволяет применять приводные устройства меньшей мощности, чем для кранов с плавающим шаром, однако такие устройства конструктивно сложнее и имеют более высокую стоимость.
Фиксирующая цапфа пробки при этом может иметь подшипники качения или самосмазывающиеся подшипники скольжения, что используется в большом количестве конструкций.